# Пивоваров, Вячеслав Вячеславович
Вячеслав Вячеславович Пивоваров (8 мая 1936, теперь Республика Казахстан — 7 декабря 2016, Харьков) — советский государственный деятель, генеральный директор Харьковского производственного объединения «Завод имени Малышева». Депутат Верховного Совета УССР 11-го созыва. Член ЦК КПУ в 1986 — 1990 г.

## Биография
В 1959 году окончил факультет транспортного машиностроения Харьковского политехнического института.
В 1959 — 1984 г. — помощник мастера, мастер, старший мастер, заместитель начальника механосборочного цеха, начальник технологического бюро, заместитель начальника механосборочного корпуса, заместитель главного инженера, главный инженер Харьковского производственного объединения «Завод имени Малышева».
В 1970 году вступил в КПСС.
В 1984 — 1991 г. — генеральный директор Харьковского производственного объединения «Завод имени Малышева». С 1991 г. — 1-й заместитель начальника Харьковского конструкторского бюро имени Морозова.

## Награды
- орден Ленина
- два ордена Трудового Красного Знамени (1976, 1981)
- медали
- заслуженный машиностроитель Украины
- почетный гражданин Харькова (6 июля 2011)